# 杉本昌都
杉本 昌都（すぎもと まさと、1989年4月28日 - ）は、兵庫県姫路市出身の元プロ野球選手（捕手）。右投右打。NPBでは育成選手であった。

## 来歴・人物
兵庫県姫路市出身。中学校時代は、兵庫播磨リトルシニアで全国大会で準優勝している。
水戸短大附高では、強肩強打の大型捕手として活躍するも、2007年夏の茨城県大会では2回戦敗退。同年のドラフト会議にて横浜ベイスターズから育成2巡目指名を受け、支度金200万円、年俸240万円で契約を結んだ。横浜では関口雄大とともに初の育成選手である。
恵まれた体格から右方向にも打てる長打力と遠投115メートルの強肩による正確なスローイングが自慢。高校通算本塁打26本。
水戸短大附高からのプロ野球選手輩出は春田剛、会澤翼に次いで3年連続となった。
1年目の2008年は体作りが中心で、二軍で7試合のみの出場だった。
2年目の2009年は二軍で10試合出場するが、捕手としては3試合のみにとどまった。
2010年は二軍で8試合に出場。一軍出場がなく戦力外通告を受け、10月29日に自由契約選手公示がなされた。11月10日に12球団合同トライアウト1回目に参加した。
2011年、三重スリーアローズに練習生として入団し、4月15日に支配下選手登録された。同年シーズン終了後、退団。
2012年3月5日、BCリーグの富山サンダーバーズに入団。
2014年8月12日、同じBCリーグに所属する福井ミラクルエレファンツへ移籍。シーズン終了後に現役引退を発表し、退団。
その後、クラブチームのロキテクノベースボールクラブで現役復帰するも、現在は退団している。
BCリーグ・福井からの退団後、2014年10月1日より富山県の「株式会社01」に就職し、アボカド料理専門店「AVOCHAKA」に携わっていた。

## 詳細情報

### 年度別打撃成績
- 一軍公式戦出場なし

### 独立リーグでの打撃成績
| 年 度        | 球 団        | 試 合 | 打 数 | 得 点 | 安 打 | 二 塁 打 | 三 塁 打 | 本 塁 打 | 塁 打 | 打 点 | 盗 塁 | 犠 打 | 犠 飛 | 四 球 | 死 球 | 三 振 | 併 殺 打 | 打 率 | 出 塁 率 | 長 打 率 | O P S |
| ------------ | ------------ | ----- | ----- | ----- | ----- | -------- | -------- | -------- | ----- | ----- | ----- | ----- | ----- | ----- | ----- | ----- | -------- | ----- | -------- | -------- | ----- |
| 2011         | 三重         | 42    | 95    | 9     | 24    | 2        | 1        | 2        | 34    | 11    | 1     | 1     | 1     | 3     | 1     | 19    |          | .253  | .280     |          |       |
| 2012         | 富山         | 59    | 141   | 16    | 33    | 6        | 0        | 2        | 45    | 27    | 2     | 2     | 1     | 28    | 6     | 29    | 2        | .234  | .381     | .319     | .700  |
| 2013         | 富山         | 69    | 214   | 22    | 48    | 6        | 2        | 1        | 70    | 23    | 6     | 7     | 0     | 28    | 3     | 45    | 6        | .224  | .322     | .327     | .649  |
| 2014         | 富山         | 24    | 69    | 6     | 17    | 2        | 0        | 0        | 21    | 8     | 0     | 1     | 0     | 9     | 3     | 16    | 3        | .246  | .358     | .304     | .662  |
| 2014         | 福井         | 14    | 43    | 4     | 11    | 1        | 0        | 0        | 13    | 3     | 1     | 0     | 1     | 4     | 0     | 5     | 1        | .256  | .313     | .302     | .615  |
| '14計        | 福井         | 38    | 112   | 10    | 28    | 3        | 0        | 0        | 34    | 11    | 1     | 1     | 1     | 13    | 3     | 21    | 4        | .250  | .341     | .304     | .645  |
| 四国IL通算   | 四国IL通算   | 42    | 95    | 9     | 24    | 2        | 1        | 2        | 34    | 11    | 1     | 1     | 1     | 3     | 1     | 19    |          | .253  | .280     |          |       |
| BCリーグ通算 | BCリーグ通算 | 166   | 467   | 48    | 109   | 15       | 2        | 3        | 149   | 61    | 9     | 8     | 2     | 69    | 15    | 95    | 12       | .237  | .335     |          |       |

### 背番号
- 112 （2008年 - 2010年）
- 2 （2011年）
- 29 （2012年 - 2014年）